# 藤井寺郵便局
藤井寺郵便局（ふじいでらゆうびんきょく）は、大阪府藤井寺市にある郵便局。民営化前の分類では集配普通郵便局であった。

## 概要
住所：〒583-8799 大阪府藤井寺市藤ヶ丘3-11-14

### 併設施設
- ゆうちょ銀行藤井寺店（大阪支店藤井寺出張所）：取扱店番号416850

## 沿革
- 1967年（昭和42年）11月20日 - 藤井寺郵便局[1]として、藤井寺市野中に開局[2]。同日、旧・藤井寺郵便局[1]および古市郵便局[3]から集配業務を移管。
- 1985年（昭和60年）7月 - 局舎新築。
- 1998年（平成10年）9月1日 - 外国通貨の両替および旅行小切手の売買に関する業務取扱を開始。
- 2007年（平成19年）10月1日 - 民営化に伴い、併設された郵便事業藤井寺支店、ゆうちょ銀行藤井寺店に一部業務を移管。
- 2012年（平成24年）10月1日 - 日本郵便株式会社発足に伴い、郵便事業藤井寺支店を藤井寺郵便局に統合。

## 取扱内容

### 藤井寺郵便局
- 郵便、印紙、ゆうパック、内容証明
- 生命保険、バイク自賠責保険、自動車保険
- 「583-00xx」「583-08xx」「583-09xx」区域（藤井寺市、羽曳野市および南河内郡太子町のいずれも全域）の集配業務
- ゆうゆう窓口

### ゆうちょ銀行藤井寺店
- 貯金、貸付、為替、振替、振込、国際送金、外貨両替、トラベラーズチェック、国債、投資信託、変額年金保険
- ATM

## 風景印
- 図柄は剛林寺・十一面観音像と河内ブドウ。局名表記は「藤井寺」
- 使用開始日は1976年（昭和51年）6月1日

## 周辺
- はさみ山遺跡
- 世界文化遺産古市古墳群
  - 誉田御廟山古墳 （応神天皇陵）
  - 岡ミサンザイ古墳（仲哀天皇陵）
  - ボケ山古墳（仁賢天皇陵）
  - はざみ山古墳
  - 墓山古墳
- 羽曳野警察署
- 羽曳野市役所
- ティア藤井寺
- オートバックス藤井寺店

## アクセス
- 近鉄南大阪線 藤井寺駅もしくは古市駅から徒歩約20分
- 近鉄バス 藤ヶ丘停留所から徒歩約3分
- 西名阪自動車道 藤井寺ICから南へ約1.5km
- 国道170号 野中北交差点を北へ折れてすぐ
- 駐車場あり：11台